# 30208 Guigarcia
30208 Guigarcia este un asteroid din centura principală de asteroizi.

## Descriere
30208 Guigarcia este un asteroid din centura principală de asteroizi. A fost descoperit pe 8 aprilie 2000 la Socorro, New Mexico, în cadrul proiectului LINEAR. Asteroidul prezintă o orbită caracterizată de o semiaxă mare de 2,36 ua, o excentricitate de 0,11 și o înclinație de 6,2° în raport cu ecliptica.